# باید آسون باشه
«باید آسون باشه» (انگلیسی: It Should Be Easy) ترانه‌ای است که توسط خواننده آمریکایی بریتنی اسپیرز برای هشتمین آلبوم استودیویی‌اش، بریتنی جین (۲۰۱۳) ضبط شده‌است. این ترانه با حضور آوازهای رپر آمریکایی ویل.آی.ام ضبط شده‌است. این ترانه را اسپیرز، ویل. آی. ام، دیوید گتا، جورجیو توین‌فورت، نیکی رومرو و مارکوس ون واتوم نوشته‌اند. این ترانه در ۱۳ ژوئن ۲۰۱۴ به عنوان سومین و آخرین تک‌آهنگ آلبوم به رادیوهای ایتالیایی ارسال شد. این سومین همکاری میان اسپیرز و ویل. آی. ام «بیس چاق و گنده» از هفتمین آلبوم استودیویی اسپیرز زن افسونگر (۲۰۱۱)، و «جیغ و داد» از چهارمین آلبوم استودیویی ویل. آی. ام #ویل‌پاور (۲۰۱۳) است.